# Ismael (livro)
Ishmael (Brasil: Ismael — Um romance da condição humana / Portugal: Ismael - Como o mundo veio a ser o que é) é um romance filosófico de 1992, escrito por Daniel Quinn, que examina a mitologia, seus efeitos na ética, e como isso reflete na sustentabilidade. O livro usa do método socrático para desconstruir a noção de que os seres humanos são o "produto final", o pináculo da evolução biológica. Ele afirma que a supremacia humana é um mito, e que a civilização moderna está "encenando" este mito.

## Enredo
A história começa com um anúncio de jornal: "Professor procura aluno, deve ter um desejo sincero de salvar o mundo. Candidatar-se pessoalmente." Inicialmente, o narrador reponde com perplexidade diante do absurdo de "querer salvar o mundo", mas, em razão da nostalgia pelos sua juventude revolucionárias nos anos 60, ele decide responder ao anúncio. Ao chegar no endereço indicado, ele se acha em uma sala com um gorila. Ele nota uma placa que indaga: "Com o fim do homem, haverá esperança para o gorila?"
Para a surpresa do narrador, ele descobre que o gorila, Ismael, pode se comunicar telepaticamente. Inicialmente confuso, o narrador aprende como o gorila veio a ser o que é, e acaba aceitando ele como seu professor. O romance continua deste ponto como um diálogo socrático entre Ismael e seu aluno enquanto eles discutem o que Ismael quer dizer com "como as coisas vieram a ser como são" para a humanidade.
A vida de Ismael, que começou na selva africana, passou-se quase que inteiramente em um zoológico e numa exposição itinerante de animais, tendo vivido, em seguida, no belvedere de um homem aprisionado por suas condições físicas. Ele diz a seu aluno que foi na exposição de animais que ele aprendeu a língua e a cultura humana, e começou a pensar sobre coisas que nunca teriam lhe ocorrido na natureza. Em seguida, Ismael diz a seu estudante que seus estudos versarão primordialmente sobre o cativeiro, notadamente o aprisionamento do homem a um sistema social distorcido. O narrador tem uma vaga noção de que esta vivendo em algum tipo de prisão e de ter sido enganado, mas não consegue explicar como se sente em relação a isso.
Ismael usa o exemplo dos Nazistas para demonstrar que o ser humano está aprisionado pela mitologia de que é superior, ou "como animais sendo arrastados no meio do estouro de uma boiada", onde é mantido cativo por aqueles ao seu redor.
Antes de prosseguir, Ismael estabelece algumas definições para seu estudante. Ele define: 
- Pegadores como as pessoas pertencentes à "civilização". Particularmente, a cultura nascida na revolução agrícola que começou há cerca de 10,000 anos no oriente próximo; a cultura do aluno de Ismael.
- Largadores como as pessoas de todas as outras culturas; normalmente referidas como "primitivas."
- Uma história como um roteiro que inter-relaciona o homem, o mundo e os deuses.
- Encenar como se esforçar para tornar uma história realidade.
- Cultura como a encenação de uma história por um povo.

Ismael passa a provocar seu aluno com a premissa da história que está sendo encenada pelos Pegadores: que eles são o último degrau da evolução, que o mundo foi feito para o homem, e que o homem está aqui para conquistar e mandar no mundo. Regra esta que deveria materializar o paraíso, ao passo que o homem aumenta seu domínio do mundo, no entanto, ele continua falhando, pois é imperfeito. A humanidade não sabe como viver, e nunca saberá, tendo em vista que não é possível obter esse conhecimento. Assim, por mais que ele tente salvar o mundo, ele está destinado a destruí-lo.
Ismael aponta para seu aluno que, quando os Pegadores decidiram que havia algo fundamentalmente errado com os seres humanos, eles levaram em consideração somente o histórico de sua própria cultura - "Basearam-se em meio por cento de evidência, retirada de uma  única cultura. Não é uma amostra muito significativa para sustentar uma conclusão tão abrangente."
Segundo Ismael:

"Não há nada fundamentalmente errado com as pessoas. Se tiverem uma história para encenar que as deixe de acordo com o mundo, viverão de acordo com o mundo. Mas, se tiverem uma história para encenar que as deixe em desacordo com o mundo, como é o seu caso, viverão em desacordo com o mundo. Se tiverem uma história para encenar em que sejam os senhores do mundo, irão agir como os senhores do mundo. Se tiverem uma história para encenar em que o mundo seja o inimigo a ser conquistado, irão conquistá-lo como a um inimigo. Inevitavelmente, um dia o inimigo estará sangrando até a morte a seus pés, como o mundo está agora."

Ismael ajuda seu aluno a descobrir que, ao contrário do que os Pegadores acham, há leis imutáveis às quais a vida se submete, e que é possível discerni-las ao se estudar a comunidade biológica. Juntos, Ismael e seu pupilo identificam um grupo de estratégias que parecem ser evolucionariamente estáveis para todas as espécies (posteriormente chamada de Lei da competição limitada): Resumidamente, "você pode competir com todas as forças, mas você não pode caçar seus competidores ou destruir a comida deles ou negar-lhes acesso à comida. Em outras palavras, você pode competir, mas não pode guerrear." Todas as espécies, inevitavelmente, seguem essa regra, caso contrário, como consequência, serão extintas.
Os Pegadores acreditam que estão acima dessa Lei e a desrespeitam a todo instante. 
Ismael tenta fazer com que seu aluno compreenda como os Pegadores decidiram que estão acima de todas as leis que governam a vida. Como exemplo, ele conta a história da Queda do homem e um conto que explica por que o fruto era proibido para Adão e Eva no Jardim do Éden:
Comer o fruto da Árvore da Ciência do Bem e do Mal dava aos deuses o conhecimento que eles precisam para governar o mundo - o conhecimento de quem deve viver e de quem deve morrer. O fruto nutria apenas os deuses, no entanto, os deuses viram que, se Adão ("o homem") comesse o fruto daquela árvore, ele pensaria que havia adquirido a sabedoria dos deuses e, na sua arrogância, destruiria o mundo e ele mesmo. "E então eles disseram para ele, podes comer de qualquer árvore deste jardim, exceto da Árvore da Ciência do Bem e do Mal, por que, no dia em que comeres daquela árvore, certamente morrerás.
Ismael argumenta que a história da Queda do homem, adotada pelos Pegadores como sua, na verdade havia sido criada pelos Largadores para explicar a origem dos Pegadores. Se tivesse sido criada pelos Pegadores, a história seria sobre uma ascensão libertadora e não sobre uma queda pecaminosa.
Ismael e seu aluno discutem como, para os antigos pastores Semitas entre os quais nasceu a lenda, a história de Caim matando Abel simboliza os Largadores sendo expulsos de suas terras, de forma que essas pudessem ser utilizadas para a agricultura. Esses antigos pastores perceberam que os Pegadores estavam agindo como se fossem deuses, com se possuíssem a sabedoria do que é bom ou mau e de como governar o mundo. E, como resultado, os deuses haviam banido esse povo do Jardim, fazendo-os trocar uma vida de abundância na mão dos deuses por uma de pérfidos amaldiçoados. 
Para começar a discernir a história dos Largadores, Ismael propõe a seu aluno a seguinte hipótese: A revolução agrícola dos Pegadores era uma revolução contra a "história" dos Largadores. 
Os Largadores pegam o que precisam do mundo sem incomodar aos outros. Viver deste jeito ("nas mãos dos deuses") faz com que os Largadores passem, alternadamente, por tempos de abundância e de escassez. Os Pegadores, por sua vez, praticam sua forma única de agricultura (referida por Quinn como Agricultura Totalitária) produzindo grande excesso de alimento, o que os permite frustrar os deuses quando chegar seu tempo de escassez. "Quando você tem mais comida do que precisa, então os deuses não têm mais poder sobre você." Assim, Ismael aponta que a revolução dos Pegadores não trouxe apenas mudanças tecnológicas, ela possuía uma finalidade mitológica.

"Então nós temos mais alguns conceitos pra você: Os Pegadores são 'aqueles que conhecem o bem e o mal' e os Largadores são 'aqueles que vivem nas mãos dos deuses'."

Ismael afirma que, ao viver nas mãos dos deuses, o homem está sujeito às condições sobre as quais a evolução ocorre. Australopithecus virou Homo por viver nas mãos dos deuses—O homem se tornou o homem por viver nas mãos dos deuses-- "por viver deste jeito, os Basarwa da África vivem; por viver deste jeito, os Krenakarore do Brasil vivem... Não do jeito que os Nova-iorquinos vivem, não do jeito que os Londrinos vivem."  "Nas mãos dos deuses é que a evolução ocorre." 
De acordo com a história dos Pegadores, a criação chegou ao fim com o homem. "Para tornar sua história verdadeira, os Pegadores precisaram por um fim na própria criação-- e eles estão fazendo um ótimo serviço!"
Ismael conclui seu resumo sobre a cultura humana ao examinar a história encenada pela cultura dos Largadores, a qual oferece um modo de se viver—uma história alternativa para os Pegadores encenarem.

"A premissa da história dos Pegadores é 'O mundo pertence ao homem.' ...A premissa da história dos Largadores é 'O homem pertence ao mundo.'"

"Por três milhões de anos, o homem pertenceu ao mundo e por que ele pertenceu ao mundo, ele cresceu, desenvolveu-se, tornou-se mais inteligente, mais habilidoso, até que um dia, ele era tão inteligente e hábil, que se tornou o Homo sapiens sapiens-- o que significa que ele era nós."

"A história dos Largadores é 'os deuses fizeram o homem para o mundo, do mesmo modo que fizeram o salmão e o pardal para o mundo. Parece que isso funcionou bem até agora, então podemos relaxar e deixar a administração do mundo para os deuses'."

Ismael enfatiza que "a história dos Pegadores não é o 'segundo capitulo' da história que estava sendo encenada aqui por três milhões de anos. A história dos Largadores tem o seu próprio 'segundo capitulo'." Na evolução, observa o aluno de Ismael, parece haver uma tendência para complexidade, e para a autoconsciência e inteligência. Talvez os deuses tivessem desejado que o mundo fosse repleto de criaturas inteligentes e autoconscientes, e que o destino do homem fosse continuar a história dos Largadores de forma a ser "a primeira sem ser a última"; aprender e então ser um modelo e professor para todos aqueles capazes de se tornarem o que o homem se tornou.
Ismael termina com um sumário do que o aluno pode fazer se tiver um desejo sincero de salvar o mundo:

"A história do Gênesis deve ser desfeita. Primeiro, Caim deve se abster de matar Abel. Isto é essencial se vocês quiserem sobreviver. Os Largadores são a espécie ameaçada mais essencial do mundo - não por que são humanos, mas por que eles podem mostrar aos destruidores do mundo que há mais de um modo certo de se viver. E então, é claro, vocês devem cuspir o fruto da árvore proibida. Vocês devem, decididamente e para sempre, abolir a idéia de que vocês sabem quem deve viver e quem deve morrer neste planeta."

"Ensine a centenas de pessoas o que eu lhe ensinei, e inspire cada uma delas a ensinar a outra centena de pessoas."
O livro termina com a morte de Ismael e quando o aluno regressa, ele percebe que a placa que ele havia visto antes agora foi virada, seu verso diz: "Com o fim do gorila, haverá esperança para o homem?"

A continuação de Ismael por Daniel Quinn inclui História de B, Meu Ismael, e Além da Civilização. A autobiografia de Quinn é intitulada de Providência: A história de cinquenta anos da busca de uma visão e possui detalhes de como o autor chegou as ideias expostas em Ismael.

## Temas principais
Ismael propõe que a história do Gênesis foi escrita pelos Semitas, e posteriormente adaptada para servir à estrutura religiosa de Hebreus e Cristãos. Segundo Ismael, Abel e sua extinção simbolizam os nômades Semitas e seu conflito com os agricultores. Enquanto são empurrados cada vez mais para a Península Arábica, os Semitas se tornam isolados de outras culturas pastoris, fato que, de acordo com Ismael, culmina em seu empenho para manter a tradição oral, que depois seria adotada no livro hebreu do Gênesis.
Ismael nega que a Árvore da Ciência do Bem e do Mal era proibida para os humanos simplesmente para testar seu autocontrole. Ao contrario, Ismael sustenta que a árvore representa a escolha de carregar o peso da responsabilidade de decidir quais espécies devem viver e quais devem morrer. Esta é uma decisão necessária que os agricultores devem tomar aos decidir quais espécies serão cultivadas, quais dispensar, e quais matar para proteger as primeiras.
Ismael explica que a Queda do homem representa a crença semita de que, quando o homem usurpar essa responsabilidade - historicamente decidida pela ecologia natural (correntes alimentares) - ele ira perecer. Ele cita como demonstração dessa teoria, a atual crise ambiental, com milhares de espécies ameaçadas de extinção ou já extintas, aquecimento global, e as modernas moléstias que acometem a mente das pessoas.

## Personagens
Ismael
Um gorila que foi capturado na África quando novo e mandado para um zoológico. Em seguida, após ser vendido para uma exposição itinerante de animais, um velho judeu o compra e descobre que pode se comunicar telepaticamente com ele. Ismael ensina sobre o cativeiro para o narrador (mais tarde sendo revelado que se tratava de Alan Lomax).
Narrador
Um homem que procurou um professor para salvar o mundo em sua juventude, durante os turbulentos anos 60. Agora adulto, ele acha um anúncio procurando por um aluno que queira salvar o mundo. Intrigado que as dúvidas que tinha na juventude possam ser respondidas, mas cético, pois nunca achou as respostas no passado, ele acaba indo ao encontro de Ismael, que lhe ensina, como prometido, como salvar o mundo.
Walter Sokolow
Um rico comerciante judeu, cuja família foi morta no Holocausto. Ao visitar uma exposição de animais, ele encontra Golias (nome de Ismael na exposição). Sokolow compra Ismael da exposição e acaba descobrindo que consegue se comunicar telepaticamente com ele. Após dar a Ismael seu novo nome, ambos passam a estudar uma série de assuntos juntos.
Rachel Sokolow
Filha de Walter Sokolow. Torna-se responsável por Ismael após a morte de seu pai. Ela assiste à Ismael durante um tempo, mas com sua morte, encerra-se o auxílio financeiro à Ismael, o que acaba culminando com a fuga do símio.

## Adaptação
O filme Instinto (1999), dirigido por Jon Turteltaub, estrelado por Cuba Gooding Jr. e Anthony Hopkins, foi inspirado por Ismael, conforme menção nos créditos finais. No filme, Hopkins interpreta um antropólogo preso que é entrevistado por um psiquiatra (Gooding) e as teorias discutidas por Ismael no livro vão sendo aventadas enquanto Gooding  tenta compreender a natureza da humanidade. Em 2000, o filme ganhou o Genesis Award, um prêmio dedicado a filmes que abordam problemas envolvendo animais.

## Influências na música
A banda estadosunidense Rise Against recomendou o livro aos seus ouvintes na contra capa do álbum The Sufferer & The Witness (2006). Outros livros recomendados foram A People's History of the United States de Howard Zinn, Lies My Teacher Told Me de James Loewen, e Slaughterhouse Five de Kurt Vonnegut's, entre outros.
Eddie Vedder do Pearl Jam citou o livro como influência para o álbum Yield. Quinn, em resposta, teceu alguns comentários acerca do significado do álbum para o livro em sua página na internet.
A banda Animals as Leaders tem nome inspirado no romance Ismael.